# Rio Craiva
O Rio Craiva é um rio da Romênia, afluente do Cricău, localizado no distrito de Alba.